# The Hermetic Organ
Albums de John Zorn
Templars: In Sacred Blood
(2012) Rimbaud
(2012)
The Hermetic Organ est l'enregistrement d'un concert d'orgue solo donné par John Zorn le 9 décembre 2011 au théâtre Miller (en) de l'Université Columbia. Cet enregistrement est annoncé comme le premier d'une série qui documentera les différentes prestations de John Zorn à l'orgue inaugurées à Philadelphie en février 2011.

## Titres
| No | Titre       | Durée |
| -- | ----------- | ----- |
|    | Office Nr 4 | 36:25 |
| 1. | Introit     |       |
| 2. | Benediction |       |
| 3. | Offertory   |       |
| 4. | Elevation   |       |
| 5. | Communion   |       |
| 6. | Descent     |       |

## Personnel
- John Zorn - orgue